# Liste der Könige von Thailand
In den seit 1259 belegten ehemaligen Königreichen auf heute thailändischem Boden genoss die Person des Königs praktisch während der gesamten Geschichte bis zum Ende der absoluten Monarchie 1932 fast göttliche Verehrung. Der König war unumschränkter Herrscher über Eigentum und Leben seiner Untertanen und gab sich selbst oft pompös klingende Titel, wie „Herr des Lebens“ oder „Herrscher der Erde“. Die Untertanen durften den König nicht anblicken und hatten sich vor ihm auf den Boden zu werfen. Am Palast des Königs hatte man unbedeckten Hauptes vorüberzugehen, und Sonnenschirme waren zu senken oder ganz zusammenzufalten. Auch war es bei strenger Strafe verboten, den König oder andere Mitglieder der königlichen Familie zu berühren.

## Zeremonie
Die Thronfolge war in den meisten Fällen erblich, aber mitunter auch von Usurpatoren erobert. Bei einer regelmäßigen Thronfolge wurde der Uparat, eine Art Vizekönig zu Lebzeiten des Herrschers, dessen Nachfolger. Ein Zeitzeuge beschreibt 1855 die Krönungszeremonie wie folgt:
Der Name des neuen Königs wurde vom Haupt der königlichen Astrologen auf einem vergoldeten Blatt aufgezeichnet, das parfümiert und aufgerollt in einer goldenen Kapsel aufbewahrt wurde. Nachdem die königlichen Beamten diese Kapsel neunmal umkreist haben, betritt der neue König unter lauter Blasmusik und Trommelwirbel den Saal und verteilt gelbe Gewänder an Mönche. Er besprengt sich selbst mit heiligem Wasser und geht dann in den Saal mit dem achteckigen Thron, wo er unter dem siebenfachen Sonnenschirm (sawetrarat) Platz nimmt. Ein Mönch reicht ihm Weihwasser, das er zur Waschung des Gesichts benutzt und diese Zeremonie in allen acht Himmelsrichtungen ausführt.
Anschließend steigt der König auf den vierseitigen Thron, auf dem ein Thronsessel in Gestalt eines Löwen angebracht ist. Nun beginnt der eigentliche Krönungsakt. Ein älterer Priester intoniert eine Melodie und wirft sich anschließend vor dem König auf den Boden, um ihm das Reich anzutragen. Pagen überreichen dem König dann die königlichen Insignien: der siebenfache Sonnenschirm, die goldene Kapsel mit dem königlichen Namen, die Krone, den mit Edelsteinen besetzten Halsschmuck, den Herrscherstab und das Reichsschwert. Zum Schluss erhält er noch sieben verschiedene Waffen, wie Dolch, Degen, Bogen, Lanze und Wurfspieß. Der König erhebt sich anschließend und verkündet, dass alle Untertanen seines Reiches freien Gebrauch von Bäumen, Früchten, Wasser, Steinen und anderen Naturerzeugnissen machen können. Hernach begibt sich der König in den Saal, wo die Mönche warten und ernennt dort deren Oberhaupt, verteilt Geschenke und entlässt die Versammlung mit seinem Segen.

## Ayodhaya
Namen der Könige gemäß der Pongsawadarn Nuea (Chronik des Nordens):
1. Phrachao Prathumsuriyawong – พระเจ้าปทุมสุริยวงศ์
2. Phrachao Mahasamudsakorn – พระเจ้ามหาสมุทรสาคร
3. Phrachao Chanraja – พระเจ้าจันทรราชา
4. Phrachao Ruang – พระเจ้าร่วง
5. Phrachao Lue – พระเจ้าลือ
6. Phraya Kotama – พระยาโคตม
7. Phraya Kotabong – พระยาโคตรบอง
8. Phraya Graeg – พระยาแกรก
9. Phrachao Chantachoti – พระเจ้าจันทรโชติ
10. Phra Narai – พระนารายณ์ (880 AD–?)
11. Phrachao Luang – พระเจ้าหลวง (949 AD –?)
12. Phrachao Sainampueng – พระเจ้าสายน้ำผึ้ง (1027–1065 AD)
13. Phraya Thamikaraj – พระยาธรรมิกราช (1056–1107)

## Ayutthaya

### Uthong-Dynastie (erste Regierungszeit 1350–1370)
- (1) Ramathibodi I. (Somdet Phra Ramathibodi สมเด็จพระรามาธิบดีที่ 1, auch: Phrachao U Thong พระเจ้าอู่ทอง), Gründer der „UThong-Dynastie“, 1350/51–1369/70 (C.S. 712–731)
- (2) Ramesuan (Somdet Phra Ramesuan สมเด็จพระราเมศวร), sein Sohn, erste Regierungszeit 1369/70–1370/71 (C.S. 731–732)

### Suphannaphum-Dynastie (erste Regierungszeit 1370–1388)
- (3) Borommaracha I. (Somdet Phra Borommarachathirat สมเด็จพระบรมราชาธิราชที่1, auch: Chao Khunluang Pa-Ngua เจ้าขุนหลวงพะงั่ว), Usurpator und Bruder der Königin von (1), 1370/71–1388/89 (C.S. 732–750)
- (4) Thong Lan (Somdet Phrachao Thong Lan สมเ่ด็จพระเจ้าทองลัน, auch: Thong Chan), sein Sohn, regierte 7 Tage lang im Jahr 1388/89 (C.S. 750)

### Uthong-Dynastie (zweite Regierungszeit 1388–1409)
- (5) Ramesuan (Somdet Phra Ramesuan สมเด็จพระราเมศวร), zweite Regierungszeit 1388–1395 (C.S. 750–757)
- (6) Ramracha (Somdet Phra Ramrachathirat สมเด็จพระรามราชาธิราช), Sohn von (2), 1395–1409

### Suphannaphum-Dynastie (zweite Regierungszeit 1409–1569)
- (7) Intharacha I. (Somdet Phra Intharachathirat สมเ่ด็จพระอินทราชาธิราช, auch: Chao Nakhon In เจ้านครอินทร์), Usurpator, 1409–1424
- (8) Borommaracha II. (Somdet Phra Borommarachathirat II. สมเด็จพระบรมราชาธิราชที่ 2, auch: Chao Sam Phraya เจ้าสามพระยา), sein Sohn, 1424–1448
- (9) Trailok (Somdet Phra Borommatrailokanat สมเด็จพระบรมไตรโลกนาถ), sein Sohn, mit der Hauptstadt Ayutthaya: 1448–1463
- (9a) Trailok mit der Hauptstadt Phitsanulok: 1463–1488
- (10) Borommaracha III. (Somdet Phra Borommarachathirat III. สมเด็จพระบรมราชาธิราชที่ 3), sein Sohn, in Ayutthaya: 1463–1488
- (10a) Intharacha II., พระอินทราชา, der gleiche wie (10), nach dem Tod von (9): 1488–1491
- (11) Ramathibodi II. (Somdet Phra Ramathibodi II. สมเด็จพระรามาธิบดีที่ 2), Sohn von (9), 1491–1529
- (12) Borommaracha IV. (Somdet Phra Borommarachathirat IV. สมเด็จพระบรมราชาธิราชที่ 4, auch: No Phutthangkun หน่อพุทธางกูร), sein Sohn, 1529–1533
- (13) Ratsada (Phra Ratsadathirat พระรัษฎาธิราช กุมาร), sein Sohn, 1533
- (14) Chairacha (Somdet Phra Chairachathirat สมเด็จพระไชยราชาธิราช), Usurpator, 1534–1546
- (15) Yot Fa (Phra Yot Fa พระยอดฟ้า, auch: Phra Kaeo Fa พระแก้วฟ้า), sein Sohn mit Königin Si Sudachan, 1546–1548
- (16) Khun Worawongsa (Khun Worawongsathirat ขุนวรวงศาธิราช), Usurpator, Günstling der Königin von (12), 1548
- (17) Maha Chakkraphat (Somdet Phra Maha Chakkraphat สมเด็จพระมหาจักรพรรดิ, auch: Phra Thianracha พระเฑียรราชา), Usurpator, naher Verwandter von (12) mit Königin Suriyothai (สมเด็จพระศรีสุริโยทัย, † 1548), 1548–1569
- (18) Mahin (Somdet Phra Mahintharathirat สมเด็จพระมหินทราธิราช), sein Sohn, Januar 1569–August 1569

### Sukhothai-Dynastie (1569–1629)
- (19) Maha Thammaracha (Somdet Phra Maha Thammaracha สมเด็จพระมหาธรรมราชา, auch: Somdet Phrachao Sanphet I. สมเด็จพระเจ้าสรรเพชญ์ที่ 1), Gründer der „Sukhothai Dynastie“, 1569–1590
- (20) Naresuan der Große (Somdet Phra Naresuan Maharat สมเด็จพระนเรศวรมหาราช, auch: Somdet Phrachao Sanphet II. สมเด็จพระเจ้าสรรเพชญ์ที่ 2), sein Sohn, Juni 1590–25. April 1605
- (21) Ekathotsarot (Somdet Phra Ekathotsarot สมเด็จพระเอกาทศรถ, auch: Somdet Phrachao Sanphet III. สมเด็จพระเจ้าสรรเพชญ์ที่ 3), Sohn von (19), 1605–1610 (oder 1611?)
- (22) Si Saowaphak (Phra Si Saowaphak พระศรีเสาวภาคย์, auch: Somdet Phrachao Sanphet IV. สมเด็จพระเจ้าสรรเพชญ์ที่ 4), sein Sohn, 1610–1611 ?
- (23) Songtham (Somdet Phrachao Song Tham สมเด็จพระเจ้าทรงธรรม, auch: Intharacha พระอินทราชา), wahrscheinlich Sohn von (21), (1610 oder) 1611–13. Dezember 1628
- (24) Chetthathirat (Somdet Phra Chetthathirat สมเด็จพระเชษฐาธิราช), sein Sohn, 1628–August 1629
- (25) Phra Athittayawong (สมเด็จพระอาทิตยวงศ์), Sohn von (23), August bis September 1629 (28 Tage)

### Prasat-Thong-Dynastie (1629–1688)
- (26) Prasat Thong (Somdet Phrachao Prasat Thong สมเด็จะพระเจ้าปราสาททอง, auch: Somdet Phrachao Sanphet V. สมเด็จพระเจ้าสรรเพชญ์ที่ 5), Usurpator, Gründer der „Prasat-Thong-Dynastie“, 1629 –7. August 1656
- (27) Chai (Somdet Chao Fa Chai สมเด็จเจ้าฟ้าไชย, auch: Somdet Phrachao Sanphet VI. สมเด็จพระเจ้าสรรเพชญ์ที่ 6), sein Sohn, 7.–8. August 1656
- (28) Suthammaracha (Phra Si Suthammaracha พระศรีสุธรรมราชา, auch: Somdet Phrachao Sanphet VII. สมเด็จพระเจ้าสรรเพชญ์ที่ 7), Bruder von (26), August bis 27. Oktober 1656 (hingerichtet)
- (29) Narai der Große (Somdet Phra Narai Maharat สมเด็จพระนารายณ์มหาราช), Sohn von (26), 1656–10. oder 11. Juli 1688

### Ban-Phlu-Luang-Dynastie (1688–1767)
- (30) Phetracha (Somdet Phra Phetracha สมเด็จพระเพทราชา), Usurpator, Gründer der „Ban-Phlu-Luang-Dynastie“, 1688–1703 (Krönung 1. August 1688)
- (31) Phrachao Suea (พระเจ้าเสือ – „Der Tiger-König“, auch: Somdet Phrachao Sanphet VIII. สมเด็จพระเจ้าสรรเพชญ์ที่ 8, Khun Luang Sorasak หลวงสรศักดิ์ม, Suriyentharathibodi), adoptierter Sohn von (30), wahrscheinlich unehelicher Sohn von (29), 1703–1709
- (32) Thai Sa (Somdet Phrachao Thai Sa สมเด็จพระเจ้าท้ายสระ, auch: Phuminthararacha, Somdet Phrachao Sanphet IX. สมเด็จพระเจ้าสรรเพชญ์ที่ 9), sein Sohn, 1709–1733
- (33) Borommakot (Somdet Phrachao Yu Hua Borommakot สมเด็จพระเจ้าอยู่หัวบรมโกศ), Sohn von (31), 1733–1758
- (34) Uthumphon (Somdet Phrachao Uthumphon สมเด็จพระเจ้าอุทุมพร), sein Sohn, 1758
- (35) Suriyamarin (Somdet Phrachaoyuhua Phra Thi Nang Suriyamarin สมเด็จพระเจ้าอยู่หัวพระที่นั่งสุริยามรินทร, auch: Phrachao Ekathat พระเจ้าเอกทัศ), Sohn von (33), 1758–1767

## Thonburi
- Taksin 1768–1782

## Chakri-Dynastie
Die Chakri-Dynastie besteht seit 1782.
- Rama I. (Phra Phutthayotfa Chulalok) 1782–1809
- Rama II. (Phra Phutthaloetla Naphalai), Sohn von Rama I., 1809–1824
- Rama III. (Phra Nang Klao), Sohn von Rama II., 1824–1851
- Rama IV. (Mongkut), Halbbruder von Rama III., 1851–1868
- Rama V. (Chulalongkorn), Sohn von Rama IV., 1868–1910
- Rama VI. (Vajiravudh), Sohn von Rama V., 1910–1925
- Rama VII. (Prajadhipok), Bruder von Rama VI., 1925–1935
- Rama VIII. (Ananda Mahidol), Neffe von Rama VII., 1935–1946
- Rama IX. (Bhumibol Adulyadej), Bruder von Rama VIII., 1946–2016
- Rama X. (Maha Vajiralongkorn), Sohn von Rama IX., seit 2016